# 羅伯遜碼頭
羅伯遜碼頭（英語：Robertson Quay），得名自市政顧問J·默里·羅伯遜博士，原本是新加坡河的三大碼頭之一（其餘兩個為駁船碼頭和克拉碼頭），現已重新規劃及發展成餐飲及藝術文化的區域。

## 歷史
新加坡河上游原本為沼澤地帶。19世紀，因應新加坡人口增長，該地區被填平。至1880年代建有不少中式或歐式的倉庫及船塢。下午亦會有小孩跳入河中嬉水消暑 。1977年，新加坡政府宣佈展開歷時十年的河道清理計劃，導致輕工業被遷往巴西班讓。1990年代，市區重建局重新將該區規劃為住宅、酒店及商業區域。

## 地理
羅伯遜碼頭佔地51公頃，由河口對上約1.5公里開始，至金聲橋為止。

## 圖片集

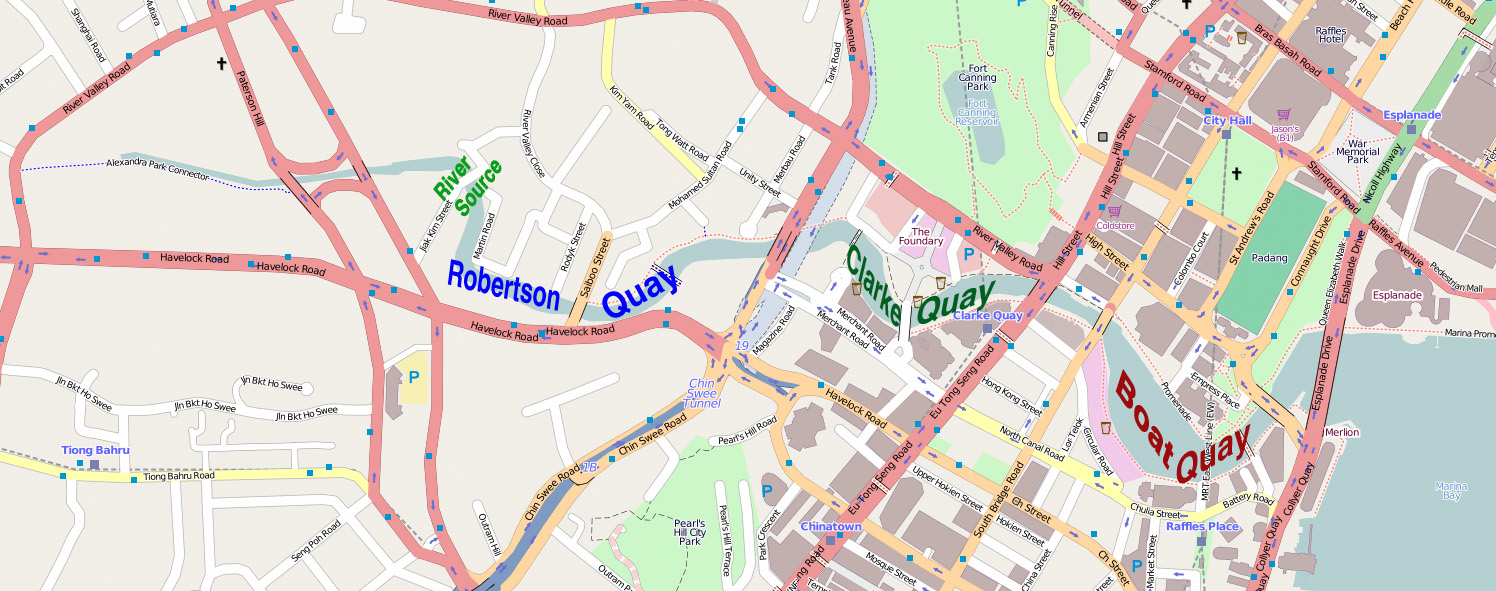
新加坡河的三個碼頭
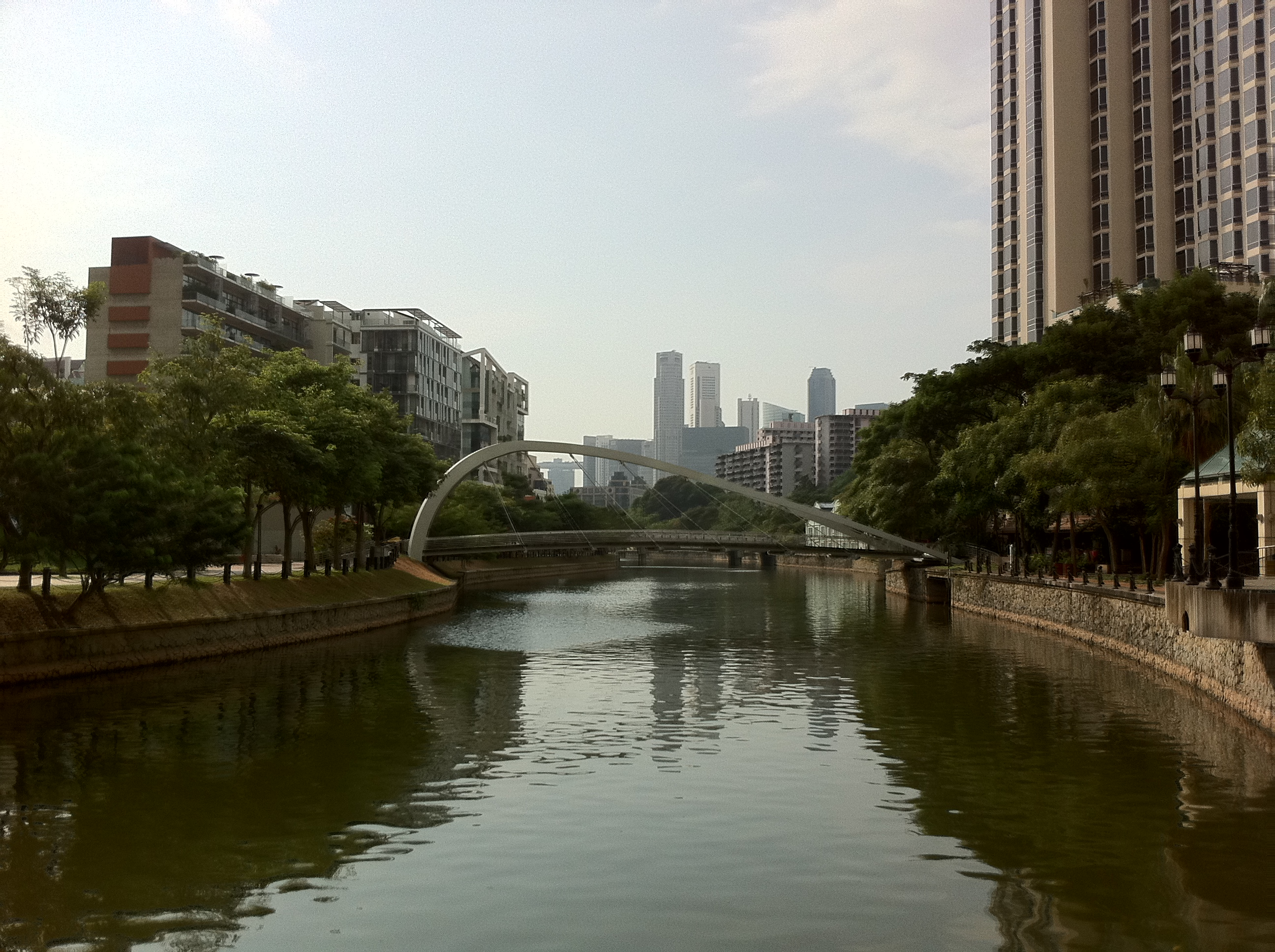
羅伯遜碼頭的中段
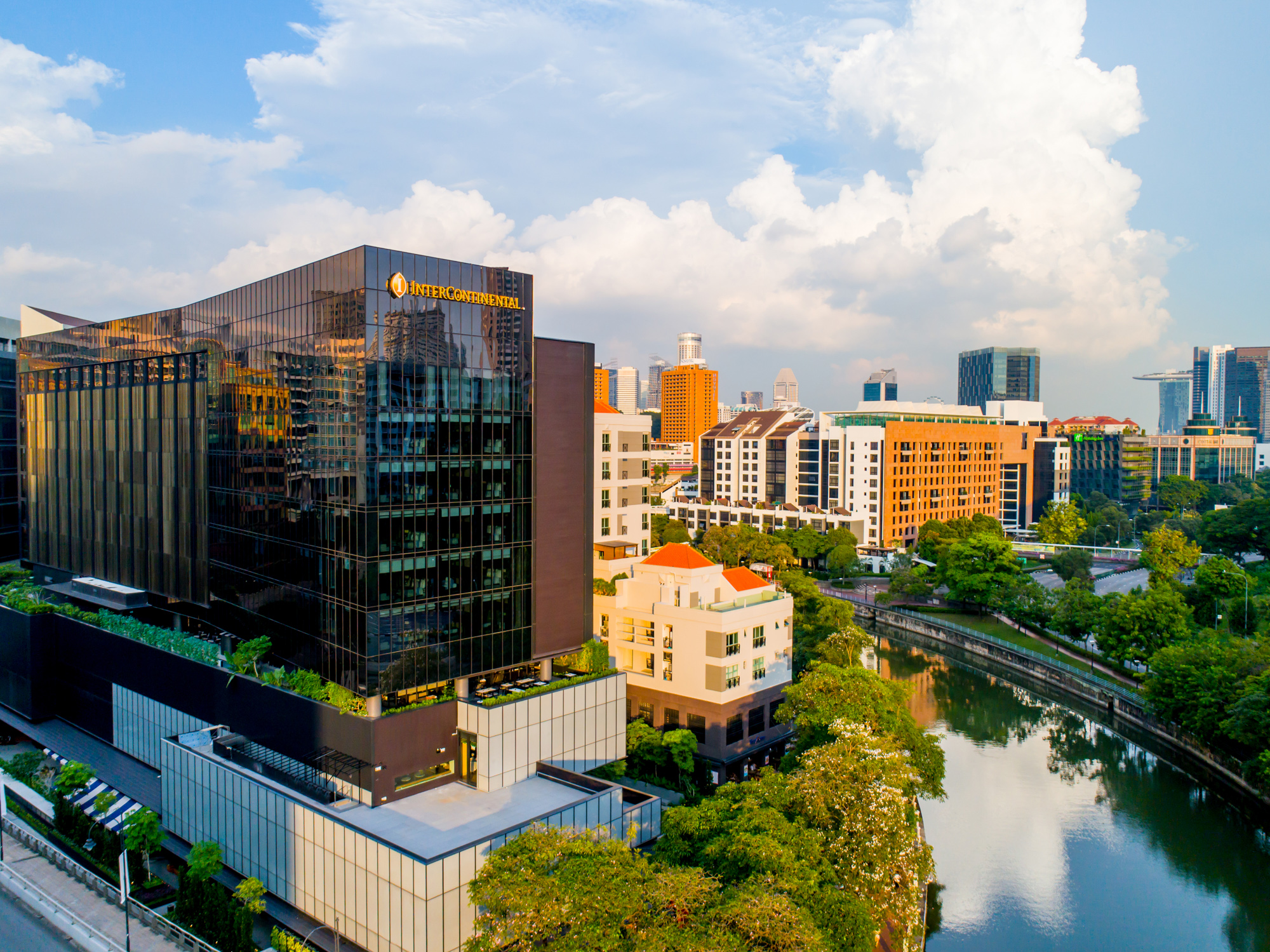
新加坡羅伯遜碼頭洲際酒店（英语：InterContinental Singapore Robertson Quay）